# أرجوحة نهاية العالم

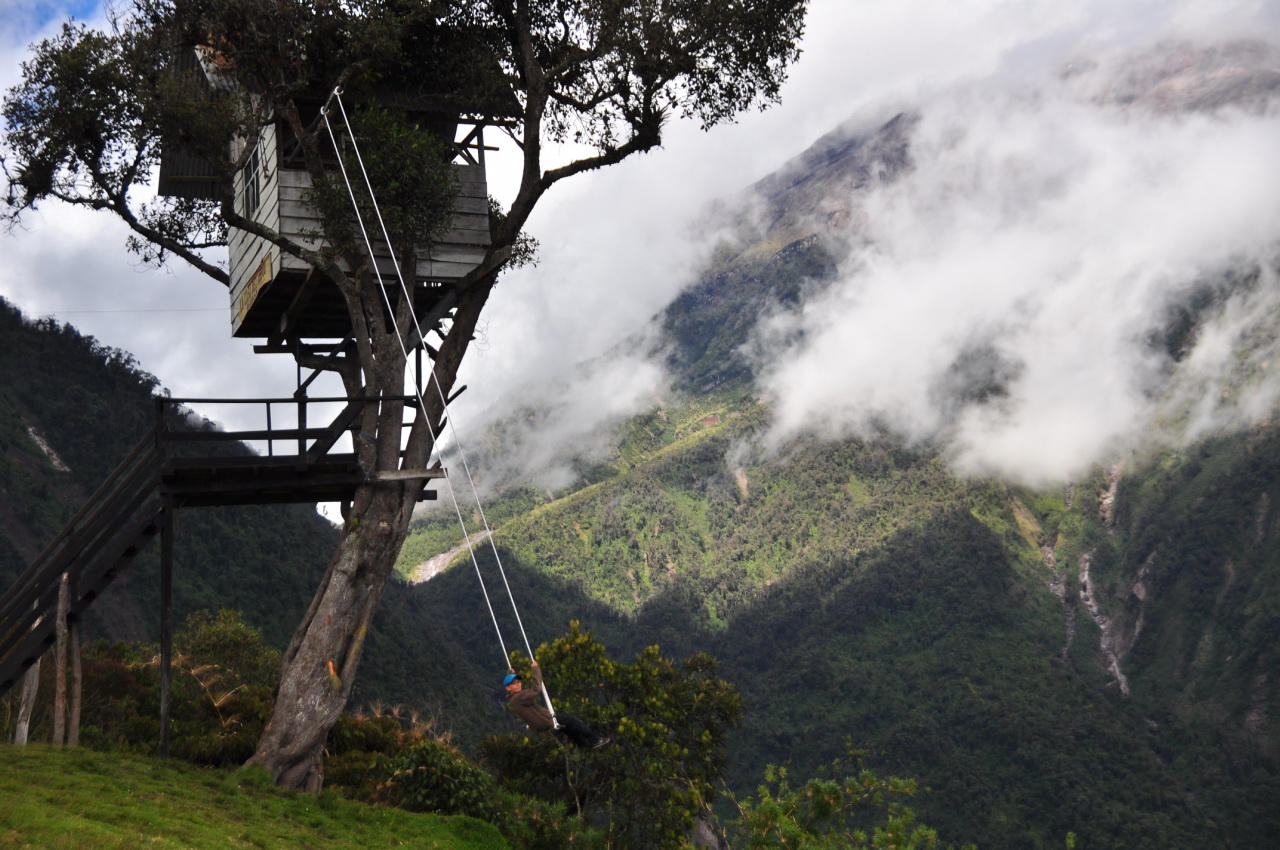
أرجوحة نهاية العالم

أرجوحة نهاية العالم هي أرجوحة في الإكوادور تطُل على بركان تونغوراهوا النَشط غير المُستقر. الأرجوحة تتدلى من فِرع الشجرة الموجود فيها مَحطة المُراقبة العِلمية هُناك (محطة للرصد الزلزالي، هي عبارة عن منزل صغير مشيد فوق شجرة على حافة الوادي). صُنعت الأرجوحة بشكل بسيط من حبال وألواح من الخَشب. تتيح الأرجوحة للمُستخدمين التأرجح على مدى الوادي، حيثُ يُوجد تحتها وادي عميق مع منحدرات حادة الجوانب.
تحتاج للذهاب لأرجوحة نهاية العالم 30 دقيقة بالسيارة من بلدة بانيوس في الإكوادور، وعندَ الوصول هُناك رَجل عجوز يَسمح لك بالذهاب إلى الأرجوحة، ودفع دولارا واحدا لركوبها، حيثُ يُتاح لِجميع المُغامرين من جميع أنحاء العالم وجميع الأعمار أخذ جولة عبرَ هذه الأرجوحة، ولكن الأمر على مسؤوليتهم الخاصة.
تُعتبر أخطر أرجوحة في العالم، وَسُميت بأرجوحة نِهاية العالم كونُها قد تكون نِهاية العالم بالنسبة لِراكِبها (المُتأرجح عليها)، حيثُ أنها موجودة على سفح جبلى شاهق الارتفاع دون أي تدابير للسلامة. العديد من الأشخاص يذهبون لهُناك حيثُ تعتبر أحد مواقع الجذب السياحي في الإكوادور ولكن هناك الكثير من الأشخاص لا يجرؤون على ركوبها بل يذهبون فقط لمشاهدة الأشخاص وهم يركبونها.